# Thorstein Bergman
Nils Thorstein Bergman, född 23 augusti 1942 i Härnösand, död 26 maj 2022, var en svensk visdiktare och trubadur.

## Verksamhet
Thorstein Bergman skrev en rad visor som var mycket populära från debuten 1965 och framåt. I synnerhet "Om du nånsin kommer fram till Samarkand" är en standardsång i visgenren; Lena Andersson (1972) och Lill Lindfors (1978) har gjort kända inspelningar. Thorstein Bergman framträdde även som uttolkare av bland andra Dan Andersson, Nils Ferlin, Emil Hagström, Helmer Grundström och Birger Norman på flera album.
Före genombrottet som sångare och visdiktare hade Thorstein Bergman olika arbeten, bland annat som folkbildare för ABF. Han debuterade i Hylands hörna 6 mars 1965, då han arbetade som resebyråtjänsteman. I programmet framförde han Dan Anderssons Helgdagskväll i timmerkojan. Han medverkade därefter i många radio- och TV-program, bland annat Go'morron Sverige och Carl Anton i Vita Bergen. 
Under sin karriär erhöll Bergman ett stort antal priser och utmärkelser (se nedan). År 1989 var han sommarvärd i Sveriges Radio P1. Han var sedan 1999 ledamot av Svenska Visakademien.

## Familj
Thorstein Bergman var son till kriminalvårdsinspektören Nils Valfrid Bergman (född 1906 i Skogs församling, död 1990 i Arboga stadsförsamling) och hans hustru Ruth Dagny Jennyetta Johnhild (född 1906 i Umeå stadsförsamling, död 1978 i Näsby församling), gifta 26 december 1938. Fadern var under en tid chef för länsfängelset i Örebro.
Thorstein Bergman är begravd på Katarina kyrkogård i Stockholm.

## Diskografi

### Skivor
- 1966 – Have You Ever Been Lonely
- 1967 – Helgdagskväll i timmerkojan (texter av Dan Andersson)
- 1968 – Fragment
- 1970 – Latinamerika – spel om en verklighet
- 1970 – Diktaren och människan (texter av Dan Andersson)
- 1971 – Thorstein Bergman, inspelningar från åren 1965–68
- 1971 – Att lyssna på varandra – Att leva med naturen
- 1971 – Visor i Tidlösa (texter av Emil Hagström)
- 1972 – En skål i bröder (texter av Nils Ferlin)
- 1972 – Föreställning!
- 1974 – Vårt vapen heter solidaritet
- 1975 – En kabaret, en show, ett tivoli (texter av Nils Ferlin)
- 1976 – Folk som har sånger kan inte dö (med Monica Zetterlund)
- 1977 – Tonsättning: Thorstein Bergman
- 1978 – ...högst av allt hör jag kärlekens sång (texter av Dan Andersson)
- 1983 – ...oss till glädje (texter av Emil Hagström)
- 1984 – Thorstein Bergman sjunger Georges Brassens
- 1984 – Svarta motiv
- 1988 – Dan Andersson – Thorstein Bergman (texter av Dan Andersson)
- 1994 – För mina tänkta vänner (producerad av Lasse Englund)
- 1994 – Trärikets sånger
- 2003 – ...står kvar
- 2004 – Diamanter, inspelningar från åren 1965–94
- 2012 – 5 CD Original Album Serien, en box med fem album (Have You Ever Been Lonely?, Helgdagskväll i timmerkojan, Fragment, Sjunger Georges Brassens, För mina tänkta vänner)

## Priser och utmärkelser
- 1971 – ABF:s litteratur- & konststipendium
- 1980 – Nils Ferlin-Sällskapets trubadurpris [12]
- 1990 – Dan Andersson-priset [13]
- 1995 – Evert Taube-stipendiet [14]
- 1995 – Fred Åkerström-stipendiet
- 1995 – Årets Visgrammis [15]
- 1995 – Visans Vänners hederstecken i silver